# Prachtmot
De prachtmot (Oncocera semirubella) is een nachtvlinder uit de familie Pyralidae, de snuitmotten. De spanwijdte van de vlinder bedraagt tussen de 26 en 30 millimeter. De soort overwintert als rups.

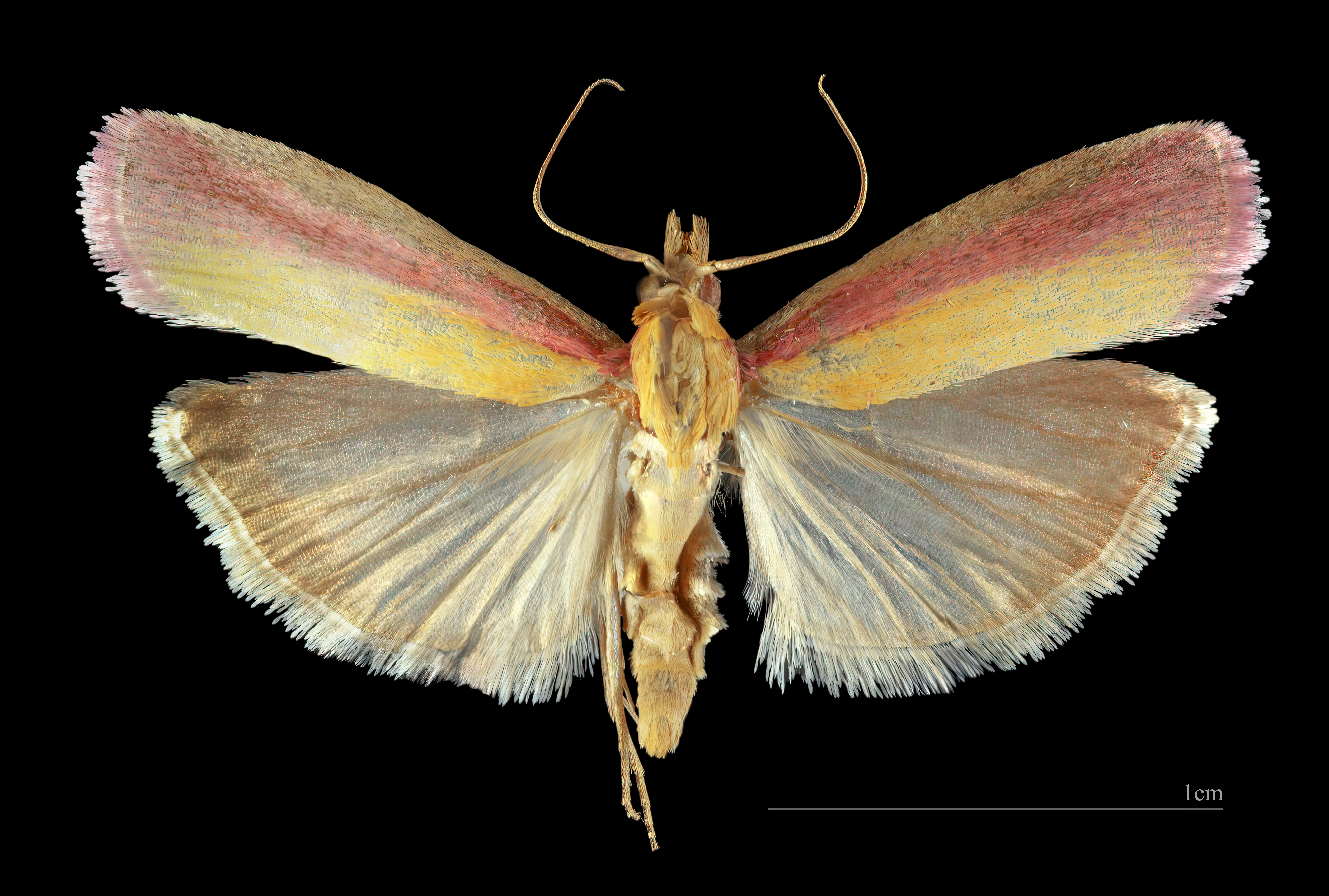
Oncocera semirubella♂
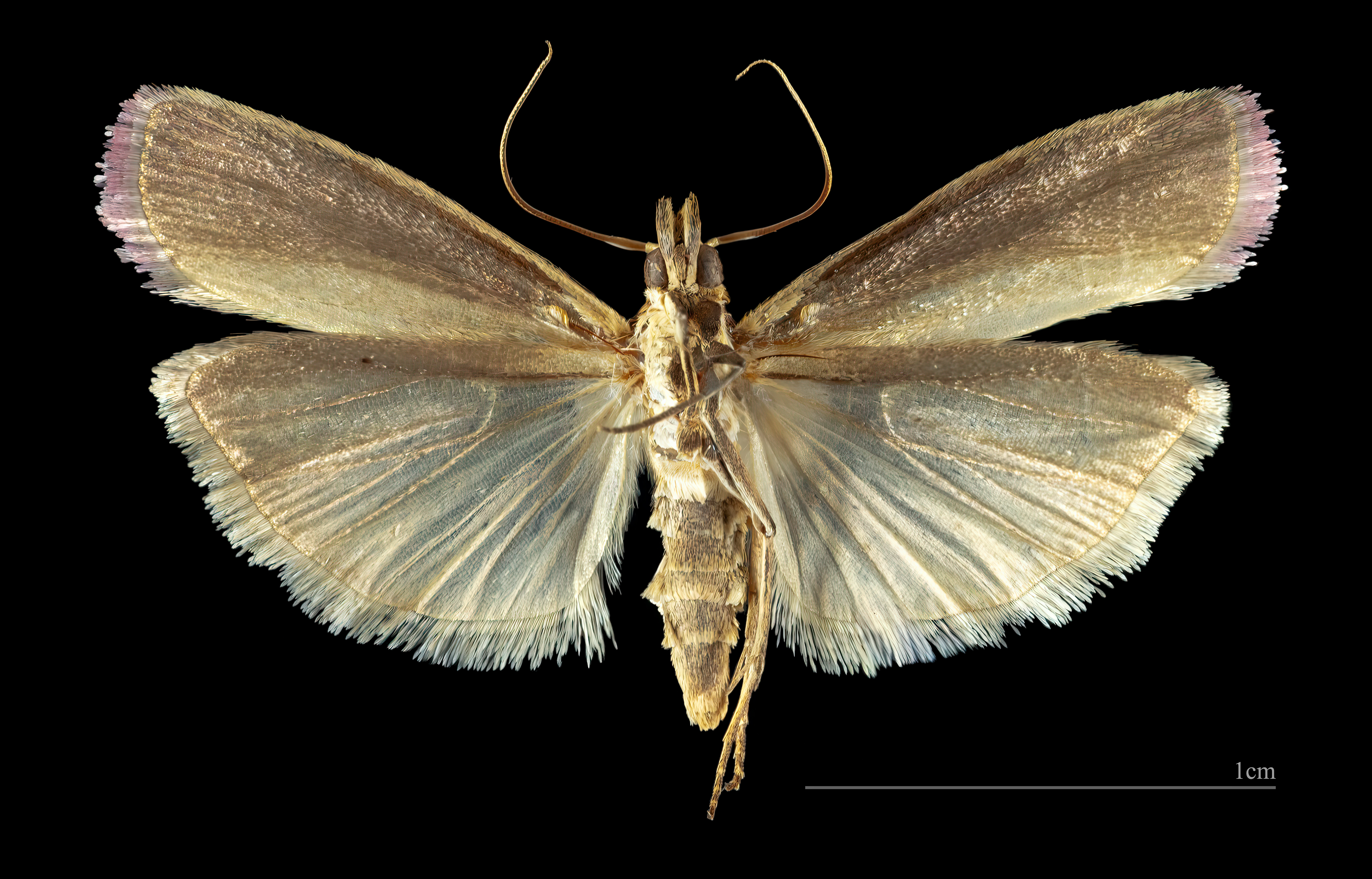
Oncocera semirubella♂ △

## Waardplanten
De prachtmot heeft gewone rolklaver, witte klaver, stalkruid, paardenhoefklaver en rupsklaver als waardplanten.

## Voorkomen in Nederland en België
De prachtmot is in Nederland en in België een vrij zeldzame soort. In Nederland komt de soort vooral voor in het kustgebied en in Zuid-Limburg, in België vooral in het zuiden. De soort kent één generatie die vliegt van eind juni tot in augustus.